# Bisdom Qacha's Nek

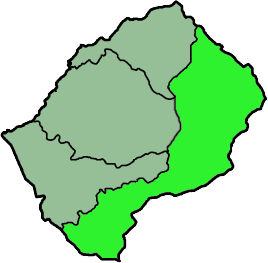
Het bisdom Qacha’s Nek binnen Lesotho

Het bisdom Qacha’s Nek (Latijn: Dioecesis Qachasnekensis) is een rooms-katholiek bisdom met als zetel Qacha's Nek, de hoofdstad van het district Qacha's Nek in Lesotho. Het bisdom is suffragaan aan het aartsbisdom Maseru

## Geschiedenis
Het bisdom werd opgericht op 3 januari 1961, uit het aartsbisdom Maseru.

## Parochies
In 2019 telde het bisdom 13 parochies. Het bisdom had in 2019 een oppervlakte van 11.602 km2 en telde 615.230 inwoners waarvan 45,1% rooms-katholiek was.

## Bisschoppen
- Joseph Delphis Des Rosiers (3 januari 1961 - 17 juli 1981)
- Evaristus Thatho Bitsoane (17 juli 1981 - 17 juli 2010)
- Joseph Mopeli Sephamola (19 juni 2013 - heden)